# Johann Nepomuk Cosmas Michael Denis
Pour les articles homonymes, voir Denis.
Johann Nepomuk Cosmas Michael Denis dit Michael Denis ou Sined der Barde (Michael le barde) est un bibliographe, un poète et un entomologiste autrichien, né le 27 septembre 1729 à Schärding en Bavière et mort le 29 septembre 1800 à Vienne.

## Biographie
Il étudie au gymnasium de Passau, établissement dirigé par des jésuites. Il entre dans la Compagnie de Jésus en 1747. Il commence par enseigner le latin et la rhétorique d’abord à Graz puis à Klagenfurt. Après quatre années d'études de la théologie à Graz, il est ordonné prêtre en 1757 et commence à prêcher à Pressburg.
En 1759, il est nommé professeur de belles-lettres à la très réputée Académie Theresianum de Vienne où il demeure jusqu’en 1773, date à laquelle la Compagnie est dissoute. Il devient alors bibliothécaire à la bibliothèque Garelli, conjointe de l’Académie. Lorsque celle-ci disparaît en 1784, il obtient un poste de bibliothécaire-assistant à la bibliothèque de l’Empereur et en 1791, de bibliothécaire en chef.
Son œuvre poétique est particulièrement connue; il fait partie d’un cercle de poètes qui se nomment les bardes. Leur but est de faire revivre le patriotisme germanique et utilisant des éléments des anciens germains. D'où son pseudonyme, le barde Sined, anagramme de son nom. Les membres de ce courant admirent les œuvres de Friedrich Gottlieb Klopstock (1724-1803), du mythique poète écossais Ossian (IIIe siècle) réinterprétées par l’écossais James Macpherson (1736-1796).
Les premiers poèmes de Denis paraissent en 1760 sous le titre de Poetische bilder der meisten kriegerischen Vorgänge in Europa seit dem Jahre 1756. Il y célèbre les faits d’armes de la guerre de Sept Ans (1756-1763). Il traduit en allemand les poèmes d’Ossian en trois volumes (1768-1769).
Denis fait paraître un deuxième recueil de poèmes en 1772 sous le titre de Die Lieder Sineds des Barden. Ces poèmes sont réunis avec ceux d’Ossian et paraissent en cinq volumes de 1784 à 1785. Il publie également des poèmes d’inspiration religieuse sous le titre de Geistliche Lieder en 1774.
Il s’intéresse également à l’entomologie et notamment aux papillons. Avec son collègue de Theresianum, Ignaz Schiffermüller (1727-1806), il constitue une remarquable collection de lépidoptères, mais celle-ci est détruite par les flammes lors de la révolution de 1848. Les deux entomologistes font paraître la première faune autrichienne.

## Œuvres
- Poetische Bilder der meisten kriegerischen Vorgänge in Europa seit dem Jahr 1756, Vienne 1760
- Die Gedichte Ossians, eines alten celtischen Dichters, aus dem Englischen übersetzt, Vienne 1768-69
- Einleitung in die Bücherkunde, Vienne 1777-1778
- Die Lieder Sineds des Barden, Vienne 1772
- Systematisches Verzeichniß der Schmetterlinge der Wienergegend herausgegeben von einigen Lehrern am k. k. Theresianum (avec Schiffermüller), Vienne 1775
- Grundriß der Bibliographie, Vienne 1777
- Die Merkwürdigkeiten der k. k. garellischen öffentlichen Bibliothek am Theresiano, Vienne 1780
- Bibliotheca typographica Vindobonensis ab anno 1482 usque ad annum 1560, Vienne 1782 (aussi en allemand Wiens Buchdruckergeschichte bis 1560, Vienne 1782-1793)
- Ossian und Sineds Lieder, cinq volumes, 1784
- Kurze Erzählung der Streitigkeiten über die alten Urkunden, Heidelberg 1785
- Zurückerinnerungen, Vienne 1794
- Carmina quaedam, Vienne 1794
- Beschäftigungen mit Gott schon in dem 12. Jahrhundert gesammelt, Vienne 1799